# Сергеј Борткјевић
Сергије Борткјевић (укр. Сергі́й Едуа́рдович Бортке́вич, рус. Серге́й Эдуа́рдович Бортке́вич; Харков, 28. фебруар 1877— Беч, 25. октобар 1952) био је руски/украјински и немачки/аустријски романтичарски композитор и пијаниста пољског порекла.

## Живот

### Младост
Сергеј Едуардовић Борткјевић је рођен у Харкову (тада Руско царство, данас источна Украјина) 28. фебруара 1877. године у пољској племићкој породици (отац Едвард Борткјевић; мајка Зофија Борткјевић рођена Ушинска). Већи део детињства провео је на породичном имању Артемивка, петнаестак километара од Харкова. Борткјевић је музичко образовање стекао код Анатолија Љадова и Карла фон Арека на Царском музичком конзерваторијуму у Санкт Петербургу.
Године 1900. напустио је Санкт Петербург и отпутовао у Лајпциг, где је постао ученик Алфреда Рајзенауера и Саломона Јадасона, обојица ученика Франца Листа. У јулу 1902. Борткјевић је завршио студије на Лајпцишком конзерваторијуму и по дипломирању је добио Шуманову награду. По повратку у Руско царство 1904. године оженио се Елизабетом Гераклитовом, пријатељицом своје сестре, а затим се вратио у Немачку, где се настанио у Берлину. Тамо је почео озбиљно да компонује.
Од 1904. до 1914. Борткјевић је наставио да живи у Берлину, али је лета проводио посећујући породицу у Харкову или често путујући по Европи на концертним турнејама. Годину дана је такође предавао на Конзерваторијуму Клиндворт-Шарвенка, где је упознаo свог доживотног пријатеља, холандског пијанисту Хуга ван Далена (1888—1967). Ван Дален је премијерно извео Борткјевићев клавирски концерт бр. 1, оп. 16. новембра 1913. у Берлину са Блутнер оркестром.

### Први светски рат
Избијање Првог светског рата 1914. променило је Борткјевићев живот: будући да је био држављанин Руског царства, он је — заједно са супругом — у почетку био стављен у кућни притвор, а касније депортован из Немачке у Русију, преко Скандинавије. Вратио се у Харков, где се афирмисао као наставник музике, повремено свирајући на концертима.
Крај рата је означио почетак Руске револуције, која је приморала композитора и његову породицу да напусте своје имање у Артемовки због окупације од стране комуниста. У јуну 1919. комунисти су побегли пред Белом армијом и Борткјевић је успео да се врати и помогне у обнови породичног имања, које је било потпуно опљачкано. То је, међутим, било кратког века и, док је био на путовању на Јалти са својом супругом, пад Харкова у руке Црвене армије значио је да се његова породица није могла вратити у Артемовку. Пошто је област сада била окружена Црвеном армијом, композитор је посматрао своју мајку и мужа његове сестре Вере како се обољевају од тифуса, и ускоро умиру у хаосу у Новоросијску. Борткјевић је покушао да побегне са Јалте укрцавањем на пароброд „Константин”, који их је безбедне, али без пара, довео у Цариград новембра 1919. године.

### Између ратова
У Истанбулу, уз помоћ султановог дворског пијанисте, Илена Илегеја, Борткјевић је почео да одржава концерте и да предаје. Постао је познат у бројним амбасадама и тако је упознао супругу југословенског амбасадора Наталију Шапоњић, којој је посветио своја Три комада (фр. Trois Morceaux) оп. 24 (1922). Шапоњић је организовала музичке скупове за Борткјевића у оквиру амбасаде, а уз помоћ њеног супруга, композитор и његова супруга су успели да добију визу за Југославију. Борткјевић и његова супруга су у Софију дошли преко Београда, где су морали да чекају неко време пре него што добију аустријску визу. Композитор и његова супруга стигли су у Аустрију 22. јула 1922. године.
У почетку је Борткијевић изабрао Баден за своју резиденцију; где је остао до 1923. године. Потом се преселио и настанио у Бечу, где је требало да остане наредних пет година и где је 1925. коначно добио аустријско држављанство.
Године 1928. Борткјевић је отишао у Париз на шест месеци, а затим се вратио да живи у Берлину. Године 1933. био је приморан поново да напусти Немачку — пошто је био Рус, сада је био суочен са прогоном од стране нациста и видео је да му се име брише из свих музичких програма. Вратио се у Беч, где се 1935. године настанио у улици Блехтурмгасе. Ту је живео до краја живота.
Током ових година Борткијевич је патио од озбиљних финансијских потешкоћа и морао је много пута да тражи финансијску помоћ од свог пријатеља Хуга ван Далена. Такође је током овог периода са руског на немачки превео писма између Чајковског и Надежде фон Мек. Ова писма су објављена као Ретка љубав Петра Чајковског и Нажде фон Мек. Ван Дален је адаптирао Борткјевићеву књигу за холандску читалачку публику и објавио је под насловом Око Четврте симфоније Чајковског (хол. Rondom Tschaikovsky's vierde symphonie (De Residentiebode, 1938)).

### Други светски рат
Други светски рат (1939—45) је такође био тешко време за Борткјевића и његову жену. На крају рата он је у писму од 8. децембра 1945. свом пријатељу Хансу Анквиц-Клеховену описао како је тада живео:
„Пишем вам из свог купатила у које смо се увукли јер је мало и може се загревати и гасити гасном лампом. (!) Остале собе не могу да се користе и не могу да додирнем свој клавир. Овако је сада! Шта нас даље чека? Живот постаје све непријатнији, немилосрднији. Предајем на Конзерваторијуму на температури од 4 степена, ускоро и нижој! […]”
Током ових ужасних година компоновао је низ дела, укључујући своју сонату за клавир бр. 2, оп. 60. Композитор је сонату први пут извео 29. новембра 1942. у Брамсовој сали Музичког савеза у Бечу.
Други светски рат довео је Борткјевића до ивице очаја и пропасти. Већи део његових штампаних композиција, које су држали његови немачки издавачи (Рахтер & Литолф), уништен је у бомбардовању немачких градова и тако је изгубио сав приход од продаје своје музике. Борткјевић и његова супруга су били физички и психички исцрпљени на крају рата и обоје су били у очајној ситуацији када је његов пријатељ, главни лекар др Валтер Здрахал, примио пар у болницу Франц Јозеф у Бечу како би их лечио.

### После рата
У јесен 1945. Борткјевић је постављен за директора постдипломских студија на Бечком конзерваторијуму, што је помогло композитору да добије део финансијске сигурности коју је тражио. Током овог периода компоновао је својих Шест прелудија, оп. 66 (1946—47), од којих су до сада пронађена само два — бројеви 1 и 3. Ови уводи су посвећени холандској пијанистици Хелени Мулхоланд (1912—2000), која му је после рата помагала слањем хране и одеће. Након пензионисања 1948. године, град Беч му је доделио почасну пензију.
На подстицај Ханса Анквиц-Клеховена, 1947. године у Бечу је основано Борткјевићево друштво како би се одржало сећање на Борткјевићеву музику. Инаугурациони састанак одржан је у сали библиотеке Академије на Шилерплацу 10. априла 1947. године. Као резултат тог састанка, сваког првог понедељка у месецу од новембра до маја, пријатељи композитора и чланови Друштва Борткјевић окупљали су се у Кунстлерхаусу и слушали концерте композиторове музике од којих је велики део свирао сам Борткјевић. Друштво Борткјевић је распуштено 6. марта 1973. године.

Дана 26. фебруара 1952. године Борткјевићево друштво је заједно са Раваг оркестром прославило 75. рођендан композитора на концерту у дворани Музикферајн у Бечу. Борткјевић је дириговао оркестром, а Фелиситас Карер је свирао Концерт за клавир бр. 1, оп. 16. виолиниста Јаро Шмид је свирао своју песму Пролеће и Паново буђење—лирски интермецо заснован на сликама Сандра Ботичелија оп. 44, а концерт је закључен његовом Симфонијом бр. 1, оп. 52, „Из моје домовине”, који у финалу садржи дирљив цитат из " Боже чувај цара ". Ово је требало да буде његов последњи велики концерт, а узбуђење тог догађаја описао је у писму ван Далену од 18. марта 1952. године: 
„Коначно сам имао прилику да у великој сали са великим оркестром и солистима покажем шта могу. Не само критичари, већ и други који ме познају, били су изненађени и задивљени. […] Увек се могу осећати срећним што сам добио толико признања у доби од 75 година, које у већини случајева долазе након смрти неког ко је признање заиста заслужио. […]”
Борткјевић је већ неко време патио од стомачне болести и, по савету свог лекара, одлучио је да се подвргне операцији у октобру 1952. године. Никада се није опоравио и умро је у Бечу 25. октобра те године. Његова супруга Елизабета, која је била без деце, умрла је осам година касније 9. марта 1960. у Бечу. Гробови Борткјевића и његове жене налазе се на парцели 30A-3-5 у Средишњем гробљу у Бечу.

## Извођење радова
Борткјевићев клавирски стил се умногоме заснивао на Листу и Шопену. Овај стил је препознатљив код Чајковскиог, Рахмањинова, раниог Скрјабина, Вагнера и украјинском фолклору. Композитор себе никада није видео као „модернисту”, што се може видети из његовог текста написаног 1923. године: Уметничко веровање. Његова израда је педантна, његова машта шарена и осетљива, његово писање на клавиру идиоматично; бујна инструментација подвлачи суштинску сентименталност мелодијске инвенције. Али Борткјевић није био само имитатор — он је у великој мери имао свој стил који је црпио све утицаје његовог живота и који се одмах може препознати као типично борткјевићевски тон: лирски и носталгичан.
Уз велику захвалност Хугу ван Далену, његовом блиском пријатељу, још увек можемо да научимо много о његовом животу из многих писама које је послао холандском пијанисти. Када је ван Дален умро 1967. његова породица је завештала рукописе неколико композиција (као што је 12 етида, оп. 29, посвећених ван Далену); писана аутобиографија Сећања.

## Снимци
- Симфоније бр. 1 и 2. Шкотски симфонијски оркестар ББЦ- ја, Мартин Брабинс (Хиперион)
- Концерт за клавир бр. 1 у Б-дуру, оп. 16. Марџори Мичел (клавир), Оркестар Бечке државне опере, Вилијам Стрикленд (Америчка Деца — Брунсвик)
- Концерт за клавир бр. 1 у Б-дуру, оп. 16. Стивен Кумбс (клавир), Шкотски симфонијски оркестар Би-Би-Сија, Јежи Максимук (Хиперион)
- Комади за виолину и клавир. Кристијан Персинару (виолина) и Нилс Франке (клавир).
- Комплетна дела за клавир. Јоуни Сомеро (ФЦ-Рекордс, у девет томова)
- Комплетна музика за клавир. Клас Трапман (клавирска класика, шест ЦД-ова)
- Клавирска дела. Стивен Кумбс (Хиперион, у два тома)
- Клавирска дела. Пјер Хајбрегтс (Кентаур)
- Клавирска дела. Сипријен Кацарис (Пиано21)
- Клавирска дела. Павел Гинтов (клавирска класика)
- Клавирска дела. Алфонсо Солдано (Божанска уметност)
- Комади за клавир. Ана Резник (Класични снимци)
- Концерти за клавир бр. 2 и 3. Стефан Донига (клавир), Јаначеков филхармонијски оркестар, Давид Порцелијн (Холандски Музиек Институт)
- Концерт за виолину у д-молу, оп. 22. Dutton Recording CDLX7323 Краљевски шкотски национални оркестар, Марин Јејтс (диригент), Сергеј Левитин (виолина)
- Симфонијска поема по Шекспировом Отелу, оп. 19. Dutton Recording CDLX7323 Краљевски шкотски национални оркестар, Марин Јејтс (диригент)